# Plains Recreation Ground
Plains Recreation Ground – to wielofunkcyjny stadion w Levarze na Grenadzie. Jest obecnie używany głównie dla meczów piłki nożnej, a także do gry w krykieta. Swoje mecze rozgrywają na nim drużyny piłkarskie Hard Rock FC i Boca Juniors. Stadion mieści 1000 osób.